# 세이프가드 디펜더스
세이프가드 디펜더스는 중화인민공화국 내 실종 사건을 감시하는 비영리 인권 단체이다. 마이클 캐스터와 피터 달린이 2019년 6월 스페인 마드리드에서 공동 설립했으며, 사설 재단으로 운영된다.

## 역사
2009년 스웨덴의 피터 달린과 미국의 마이클 캐스터 활동가들은 중화인민공화국의 인권 증진을 목표로 하는 비정부 기구(NGO) 차이나 액션(China Action)을 설립했다. 몇 년간 저조한 활동을 보인 후, 이 재단은 마드리드에서 세이프가드 디펜더스라는 이름으로 재설립되었으며, 아시아 전역으로 업무 범위를 넓히면서 중화인민공화국의 초국가적 억압을 문서화하고 이에 맞서 싸우는 데 특화되었다.

## 연구
2022년 10월, 세이프가드 디펜더스는 중화인민공화국 공안부의 전 세계 중국의 해외 비밀 경찰서에 대한 보고서를 발표했다.

## 반응
2022년 11월, 뉴스 가드는 친-중화인민공화국 정부 역정보 캠페인이 X (소셜 네트워크)에서 세이프가드 디펜더스를 대상으로 시작되었다고 보도했다.

## 같이 보기
- 강제 자백